# مارتا فيرغارا
مارتا فيرغارا فاراس (بالإسبانية: Marta Vergara)‏ (2 يناير 1898-1995) كاتبة ومحررة وصحفية تشيلية وناشطة في مجال حقوق المرأة. دخلت الحركة النسوية العالمية في عام 1930، وساهمت في تطوير لجنة الدول الأمريكية للمرأة (سي آي إم) من خلال المساعدة في جمع وثائق القوانين التي أثّرت على قضية جنسية المرأة. قامت فيرغارا بدفع دوريس ستيفنز لتوسيع نطاق الحركة النسوية العالمية لتشمل مشاكل المرأة العاملة في سعيها لتحقيق المساواة. بكونها عضو مؤسس في الحركة المؤيدة لتحرير المرأة التشيلية، كانت محررة لنشرتها الشهرية التي كانت بعنوان المرأة الجديدة. عندما طُردت من الحزب الشيوعي التشيلي انتقلت إلى أوروبا وعملت كصحفية خلال الحرب. في نهاية الحرب، عادت إلى واشنطن العاصمة وعملت في لجنة الدول الأمريكية للمرأة لتواصل الضغط من أجل حق النساء في التصويت والمساواة، قبل أن تعود إلى تشيلي، حيث استأنفت حياتها المهنية في الكتابة.

## الحركة النسوية
كانت دوريس ستيفنز من بين المعارف في مجال الصحافة. عرّفت ستيفنز فيرغارا على الدراسة التي شاركت فيها لجنة الدول الأمريكية للمرأة (سي آي إم) والتي تدور حول جنسية المرأة، وعينتها لتصبح مندوبة تشيلي في مؤتمر لاهاي للتدوين الذي أقامته عصبة الأمم في عام 1930. في العام التالي، عُينت فيرغارا كمُقدمة بديلة للتقرير إلى اجتماع عصبة الأمم المُقام في جنيف، في سويسرا. بعد المؤتمر، بقيت فيرغارا في جنيف من أجل الضغط بخصوص حقوق المرأة لعدة أشهر. عندما عادت إلى تشيلي في عام 1932، أعادت النظرة العالمية للنسوية ووجدت أن الاضطرابات السياسية التي أجبرتها على المغادرة قد استقرت وأن الحريات المدنية قد استُعيدت. في عام 1933، كان من المفترض أن تمثل فيرغارا دولة تشيلي في مؤتمر بان أمريكان لعام 1933 في مونتفيدو، في الأوروغواي، ولكن قبل المؤتمر، اختلفت فيرغارا مع ستيفنز بالأفكار الفلسفية وانسحبت فيرغارا. فقد رأت أن وجهة نظر الولايات المتحدة تهيمن على لجنة الدول الأمريكية للمرأة وأن احتياجات نساء الطبقة العاملة حُذفت من جدول الأعمال. وأوضحت في رسالة إلى ستيفنز أنه لا يمكن للمرء أن يعالج أهداف سياسية واجتماعية فقط دون التعامل مع عدم المساواة الاقتصادية أيضًا. ذهبت ستيفنز إلى المؤتمر دون دعم فيرغارا وتمكنت من تأمين صدور اتفاقية جنسية المرأة. وفي العام التالي، مُنحت المرأة التشيلية حق التصويت في انتخابات المجالس البلدية.
في عام 1935، انضمت فيرغارا إلى إيلينا كافارينا، وفلورا إيريديا، وإيفانجلينا مات، وغراسييلا ماندوخانو، وآيدا بارادا، وأولغا بوبليتي، وماريا راميريز، وأولوغيا رومان، وكلارا ويليامز دي يونغ لتأسيس الحركة المؤيدة لتحريرالمرأة التشيلية (ميمش). التي ستصبح أحد أهم المنظمات النسوية في تشيلي وستركز على معالجة القيود الاجتماعية والاقتصادية والثقافية والقانونية للمرأة. أصبحت فيرغارا محررة النشرة الشهرية للمنظمة التي كانت بعنوان المرأة الجديدة، التي نشرت مقالات حول مختلف قضايا المرأة ومعلومات عن الاجتماعات والمؤتمرات الدولية. في يناير عام 1936، شاركت فيرغارا وحركة ميمش في اجتماع منظمة العمل الدولية الذي عُقد في سانتياغو. على الرغم من أنها اختلفت مع ستيفنز في أن إجازة الأمومة الكاملة تمثل مخالفةً لأهداف المساواة، وافقت فيرغارا على تمثيل لجنة الدول الأمريكية للمرأة في المؤتمر. كانت ستيفنز غير مرتاحة بشأن وجود مندوب يدعم قضية شعرت أنها تعتمد على الاختلافات بين الرجال والنساء. لكنها احتاجت إلى دعم فيرغارا وميمش لمعاهدة المساواة في الحقوق، التي كانت تواجه معارضة قوية من وزارة الخارجية الأمريكية وكانت على استعداد للقيام بتسوية.
في 17 نوفمبر عام 1936، تزوجت فيرغارا من ماركوس شامودز رايتي في سانتياغو، في تشيلي. في الشهر التالي، شاركت في مؤتمر لسي آي إم في بوينس آيرس، في الأرجنتين. قدمت مع ستيفنز نداءً إلى منظمة الدول الأمريكية لكي توصي المنظمة بأن تَمنح جميع الدول الأعضاء المرأة حق التصويت كوسيلة لتعزيز السلام العالمي. على عكس ستيفنز وأليس بول، تأثرت أفكار فيرغارا النسوية بدراستها للشيوعية وكانت بالتأكيد يسارية. فبدلاً من الفكرة التي تقول بأن الفرد هو «الوحدة السياسية الرئيسية»، كما دعا الأمريكيون، رأت فيرغارا أن الأسرة هي الوحدة السياسية المثالية وعملت نحو التكافل الاجتماعي من خلال حماية حقوق الأسرة. في ذلك الوقت كان زوجها شيوعيًا، رغم أنه نبذ الحزب الشيوعي لاحقًا. انضمت فيرغارا إلى الحزب الشيوعي بعد زواجهما، لكنها غالبًا ما اختلفت مع سياسته. في مؤتمر بوينس آيرس، تحدث كل من فيرغارا وستيفيز لصالح معاهدة المساواة في الحقوق وللمرة الأولى وافقت ستيفنز على دعم إجازة الأمومة. على الرغم أن النساء كنّ قادرات على تمرير قرار لصالح المعاهدة، إلا أن مؤتمر بان أمريكان الأشمل لم يُقرّ التشريع في عام 1936 ولا في عام 1938 حين عُزلت ستيفنز من سي آي إم.